# Alexis Contreras
Alexis Contreras Cortés – chilijski zapaśnik walczący w stylu klasycznym. Wicemistrz Ameryki Południowej w 2019 roku.